# Friedrich von Zollern (Abt)

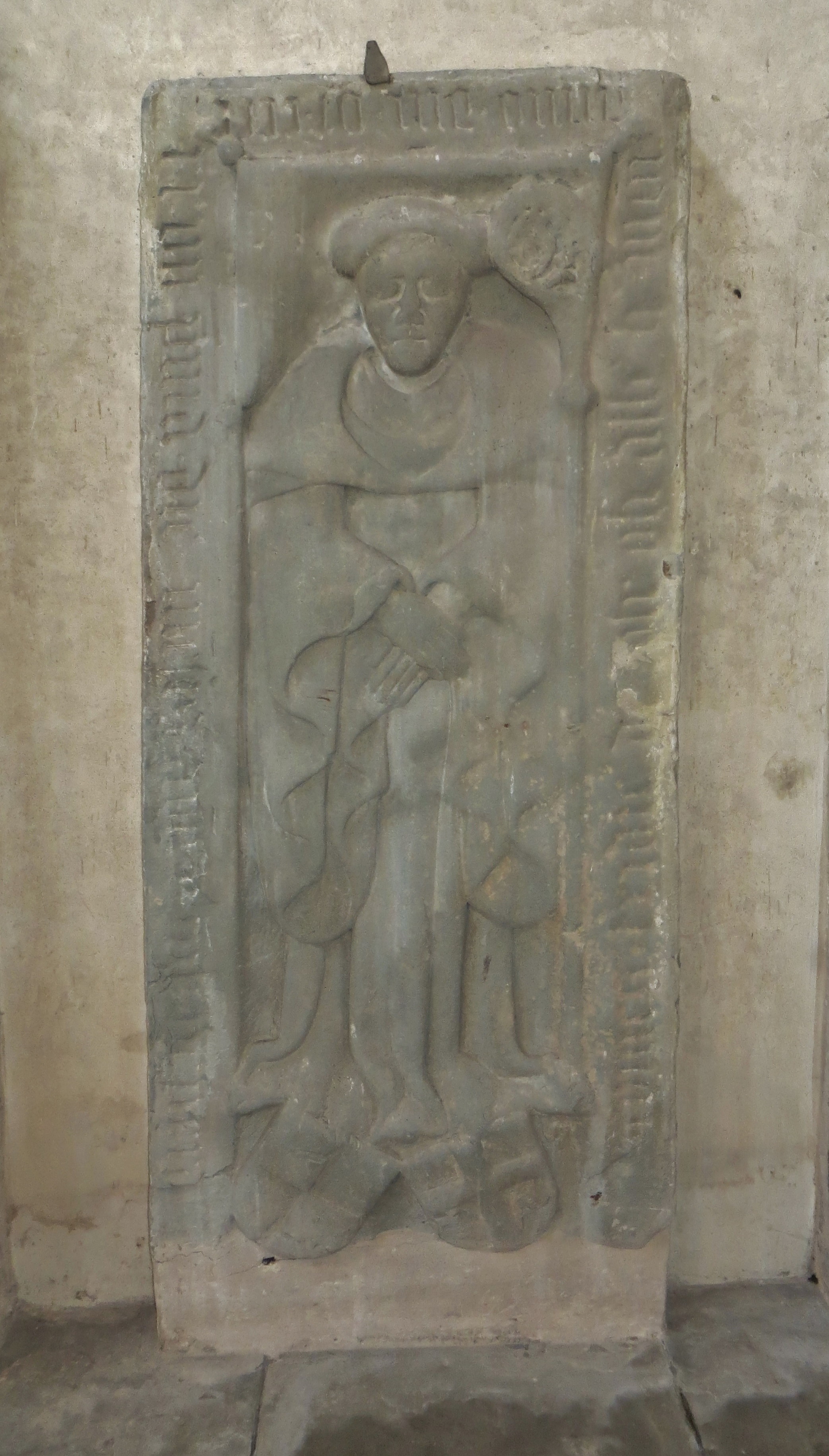
Grabstein des Abts Friedrich von Zollern-Schalksburg (Münster St. Maria und Markus)

Friedrich Graf von Zollern-Schalksburg, genannt Weißgraf († 1. August 1427) war ein Graf von Hohenzollern und Abt des Klosters Reichenau von 1402 bis 1426/27.
Friedrich war ein Sohn aus der Ehe von Friedrich III. Graf von Zollern-Schalksburg (1333–1378) und Sophie von Schlüsselberg. Einige seiner acht Geschwister waren Mitglieder geistlicher Stände.
Er war von 1368 bis 1402 Konventuale im Kloster Reichenau und war Kellermeister, Propst und Dekan. Von 1402 bis 1426 war er Abt auf der Reichenau. Papst Martin V. ersetzte ihn am 23. Oktober 1426 durch einen neuen Abt. Er starb 1427 und wurde (später) im Münster St. Maria und Markus in Mittelzell auf der Insel Reichenau bestattet.